# Fernanda Brum
Fernanda Brum (née le 19 décembre 1976 à Rio de Janeiro) est une chanteuse brésilienne. Fernanda est nommée quatre fois aux Latin Grammy dans la catégorie « meilleur album chrétien en portugais », avec l'album Cura-Me en 2008, et en 2017 avec l'album Ao Vivo em Israel, lauréate avec l'album live Da Eternidade en 2015, et en 2018 avec l'album Som da Minha Vida.
La carrière de Fernanda commence au milieu des années 1990, lorsqu'elle commence sa carrière de chanteuse. En 1993, elle sort l'album Feliz de Vez de manière indépendante sur le label Nancel Produções. En ouvrant le concert de la chanteuse Shirley Carvalhaes, elle attire l'attention du label MK Music, avec lequel elle signe plus tard un contrat artistique. En 1995, elle épouse le claviériste, compositeur et producteur Emerson Pinheiro et sort Meu Bem Maior, qui se vend à plus de 100 000 exemplaires dans le pays. Ses albums les plus connus sont Quebrantado Coração (2002), Apenas um Toque (2004) et Profetizando às Nações (Ao Vivo) (2007). Parallèlement à sa carrière solo, Brum enregistre avec divers artistes et musiciens et a produit deux albums, en 2008 et 2009, en partenariat avec l'auteure-compositrice-interprète Eyshila. En 2020, après exactement 25 ans de partenariat avec le label MK Music, la chanteuse signe avec Sony Music Gospel. 

## Biographie
Après la sortie de son premier album, Fernanda est engagée pour ouvrir un concert de la chanteuse Shirley Carvalhaes devant un public estimé à 150 000 spectateurs. Cette participation lui a valu un contrat avec MK Publicitá. En 1995, elle sort son deuxième album, Meu Bem Maior, qui la fait connaître sur la scène religieuse brésilienne.
En 2004, elle publie l'album Apenas um Toque, enregistré en direct à l'église baptiste d'Ebenézer. Emerson Pinheiro, son mari, se charge de la production musicale, comme pour tous les albums qu'elle a publiés. En 2006, elle sort l'album thématique Prophesying to the Nations, dont la moitié des recettes est reversée à la mission Portas Abertas, une organisation qui soutient l'Église persécutée (les chrétiens vivant dans des lieux où ils sont persécutés pour la foi qu'ils professent). En raison de son engagement en faveur de l'Église persécutée, Fernanda est devenue l'ambassadrice de cette cause au Brésil,.
En 2008, elle sort l'album Cura-Me, dans lequel Ana Paula Valadão de Diante do Trono participe à la chanson Não é Tarde, et qui aborde des sujets controversés tels que l'avortement. La même année, elle s'associe à Eyshila pour un projet qui devient un CD en 2008. Amigas, le projet, est disque d'or. En 2009, elles enregistrent l'album Amigas 2, à nouveau disque d'or, avec la participation de la chanteuse Liz Lanne. 
En juillet 2020, elle annonce son départ de MK Music, signant un contrat et rejoignant le roster de Sony Music. Depuis, Fernanda sort sept singles, dont un réenregistrement de Ouço Deus Me Chamar, une collaboration de Marcos Freire à laquelle participait également Ludmila Ferber. En novembre 2021, la chanteuse a sorti son premier EP pour Sony : Do Éden ao Éden, qui comprend les singles Escreve et Jardim. En mai 2022, la chanteuse entame un projet de réinterprétation intitulé Em Casa, enregistré en direct chez elle à la fin de l'année 2021. L'album, sorti en août, a un style électro-acoustique et couvre l'ensemble de sa discographie. 

## Discographie

### Albums studio
- 1993 : Feliz de Vez
- 1995 : Meu Bem Maior
- 1997 : Sonhos
- 1999 : O Que Diz Meu Coração
- 2001 : Feliz de Vez
- 2002 : Quebrantado Coração
- 2004 : Apenas um Toque
- 2006 : Profetizando às Nações
- 2008 : Cura-me
- 2010 : Glória
- 2012 : Liberta-me
- 2015 : Da Eternidade
- 2017 : Som da Minha Vida
- 2019 : Terceiro Céu
- 2020 : Águas Profundas (EP)
- 2021 : Do Éden ao Éden
- 2023 : Onde o Fogo Não Apaga

## Livres
- 2013 : E Foi Assim..
- 2023 : Na Mira
- 2024 : Plena